# Ermin de Lobbes
Saint Ermin de Lobbes, né à Saint-Erme-Outre-et-Ramecourt et mort le 25 avril 737 à Lobbes, dans la principauté de Liège (aujourd'hui province de Hainaut, Belgique) est le deuxième abbé de l’abbaye de Lobbes. 

## Biographie
Originaire de la région laonnoise, il étudie à l’école cathédrale de Laon (France) et est ordonné prêtre par l'évêque, Madalgaire. Sa réputation de sainteté parvient à Lobbes où il est invité par l'abbé Ursmer.
Entré au monastère bénédictin de Lobbes, il devient le disciple d'Ursmer qui le propose comme son successeur en 711. Élu par la communauté monastique à la tête de l’abbaye après la mort d'Ursmer en 713, il y laisse une réputation de sagesse et de sainteté,. Son biographe, l’abbé Anson de Lobbes († 800), lui prête également des dons de prophétie. Décédé à Lobbes le 25 avril 737, il est enterré dans la crypte de la collégiale de Lobbes. Son sarcophage, fort bien conservé, en est une des attractions. 

## Fête liturgique
Saint Ermin (en latin : Erminus) est fêté localement le 25 avril.